# سیرک مهندی
سیرک مهندی (به انگلیسی: Mehandi Circus) یک فیلم سینمایی عاشقانه و اکشن هندی به زبان تامیلی است به نویسندگی راجو موروگان و کارگردانی ساراوانا راجندران که در سال ۲۰۱۹ منتشر شد.

## تولید
فیلم‌برداری اصلی فیلم در اوایل ماه مه ۲۰۱۸ آغاز شد و پس از تولید فیلم در حدود ژوئیه ۲۰۱۸ به پایان رسید. تیزر عنوان فیلم در ژوئن ۲۰۱۸ رونمایی شد. تیزر رسمی فیلم در تاریخ ۶ ژانویه ۲۰۱۸ توسط بازیگر کارتی از طریق شبکه‌های اجتماعی منتشر شد.